# Isa Qosja
Isa Qosja (nascut a Vuthaj, Montenegro el 1949) és un director de cinema albanès. Després del gimnàs va estudiar art dramàtic i interpretació a la facultat de Prishtina.

## Vida i carrera
Després va estudiar l'Acadèmia de cinema, teatre, ràdio i televisió a Belgrad.
Isa Qosja és autora de nombroses pel·lícules artístiques i documentals, entre les més conegudes hi ha "Proka", que ha participat en nombrosos festivals internacionals, entre ells el RIFJ Cannes. El seu segon llargmetratge, "Rojat e Mjegullës (1988) tractava sobre el patiment i el tractament dels albanesos en temps de la gran repressió comunista.
El 2005 va dirigir Kukumi que va participar al Festival de Cinema de Sarajevo.
El 2014 va dirigir "Tri dritare dhe një varje" (Tres finestres i un penjat), que es va convertir en la primera pel·lícula de Kosovo que es va presentar a l'Oscar a la millor pel·lícula en llengua estrangera però no va ser nominada.

## Filmografia i premis
- Proka (1985)
- Gran Premi del RIFJ, Cannes, 1986
- Premis del Jurat Jove a les Trobades
- Festival Internacional de Cinema i Joventut del RIFJ Cannes, 1986
- 2n Premi del Públic RIFJ Canes 1986
- Rojat e mjegullës 1987
- Millor música original - Festival de Pula 1987
- La millor pel·lícula - Pardubice
- Kukumi (2005)
- Premi especial del jurat, Festival de Cinema de Sarajevo, Bòsnia-Hercegovina
- 62a Mostra Internacional de Cinema de Venècia, Regione di Venetio, Premi 2005
- Festival Internacional de Cinema de Sofia - Premi “NISIMASA”, 2006
- La millor pel·lícula - Festival de Cinema Albanès, Tirana, 2006
- El millor director - Festival de cinema albanès, Tirana, 2006
- El millor llargmetratge, drama - Spokane International Film Festival USA, 2006
- Gran Premi - Festival de Cinema Cinema des Autors al Marroc, 2007
- Millors vint-i-cinc pel·lícules dels últims vint-i-cinc anys al Festival de Cinema de Viena.
- "Tri dritare dhe një varje" (2014)
- Premi de Postproducció, Festival de Cinema de Sarajevo
- Festival de Cinema de Sarajevo – Premi Cineuropa
- Festival de Cinema de Cottbus- Alemanya, Premi Menció Especial
- Festival de Cinema de Cottbus- Alemanya, premi Diàleg per a la Comunicació Intercultural.
- Premi de la Crítica del Lexembourg City Film Festival
- Berlín -Premi Cinema per la Pau i la Justícia
- Festival Internacional de Cinema de Durrës- Golden Gladiator
- Festival Internacional de Cinema de Palm Springs - Premi Cinema sense fronteres
- Festival de Cinema de Xipre - Premi a la millor pel·lícula
- Festival de Cinema de Xipre - Premi del Jurat d'Estudiants
- Premi al millor del millor - Festival de cinema de Washington
- Guanyador del premi Heartland Film Festival - Narrative Feature
- Festival de Cinema Mediterrani de Montpeller – Premi de la Crítica
- Festival Internacional de Cinema Mediterrani de Montpeller – Premi Nova
- Festival Internacional de Cinema de Jerusalem – Premi a la millor pel·lícula
- Festival Internacional de Cinema sobre Crims i Càstigs - Istanbul – Premi a la millor pel·lícula
- Arpa International Film Festival – Millor guió
- Festival Internacional de Cinema de Tessalònica – Premi del Públic
- Roshford Film Festival – Millor llargmetratge
- Festival Internacional de Cinema Mediterrani de Tetuan – Gran Premi de la Ciutat de Tetuan